# Artajerjes (Giordani)
Artajerjes  (Artaserse)  es la última de las cuatro óperas serias que el poeta italiano Pietro Metastasio (1698 – 1782) escribió para el Teatro delle Dame de Roma, las otras tres fueron: Catone in Utica  (1728),  Semíramis reconocida (1729) y  Alejandro en la India  (1729). A todas ellas les puso música el compositor  calabrés Leonardo Vinci (Strongoli, 1690 – Nápoles, 1730).
El libreto hace el número octavo de los 27 que escribió Metastasio, situándose entre  Alejandro en la India  (1729) y  Demetrio  (1731).
Artajerjes se representó por vez primera en el Teatro delle Dame de Roma el 4 de febrero de 1730.

## Composición
Las fuentes a las que acudió Metastasio para componer Artajerjes fueron los dramas El Cid  y Xerxes de los autores franceses Pierre Corneille y Prosper Jolyot de Crébillon respectivamente.

## Estreno
En 1772 los compositores italianos Tommaso Giordani (Nápoles, c 1730 – Dublín, 1806) y Mattia Vento compusieron, sobre la ópera   Artajerjes  de Hasse con el libreto de Metastasio adaptado por Domenico Lalli,  un pastiche homónimo, cantado en italiano y con recitativos traducidos al inglés por Antonio Carara, cuyo estreno tuvo lugar en el  King's Theatre in the Haymarket  de Londres el 25 de abril. 

## Personajes
| Personaje                                                 | Tesitura   | Reparto el 25 de abril de 1772 Director: |
| --------------------------------------------------------- | ---------- | ---------------------------------------- |
| Artajerjes I (Príncipe y posterior rey del Imperio persa) | sopranista | Gasparo Savoj                            |
| Semira (hija de Artabano)                                 | soprano    | Nicolina Giordani (Spiletta)             |
| Mandane (hermana de Artajerjes)                           | soprano    | Cecilia Grassi                           |
| Arbace (hijo de Artabano)                                 | castrato   | Giuseppe Millico                         |
| Megabise (general persa)                                  | tenor      | Andrea Morigi                            |
| Artabano (Capitán de la Guardia Real)                     | tenor      | Carlo Carlani                            |

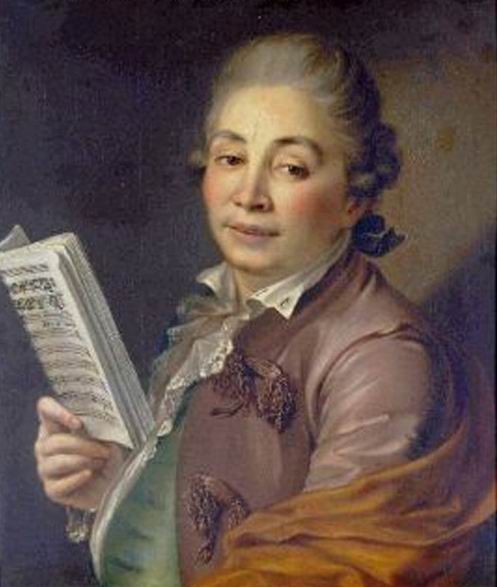
El castrato Giuseppe Millico

Las representaciones tuvieron lugar los días 25 y 28 de abril; 2, 5, 9, 12, 16, 23, 26 y 30 de mayo; 9, 11 y 20 de junio.

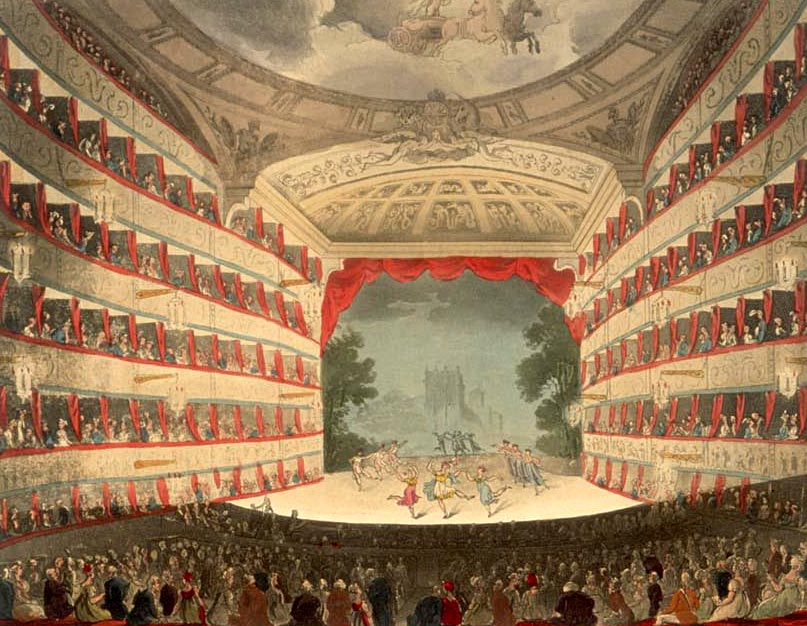
El Teatro Haymarket de Londres Augustus Pugin, (1808)

## Argumento
La trama se desarrolla en el año 464 a. C. en la ciudad de Persépolis, capital del Imperio Persa. 

Acto primero

El hijo de Artabano, Arbaces, ha sido deportado porque había osado amar a la hija del rey, Mandana, y ahora regresa en secreto para verla. Entre tanto, su padre ha matado al rey Jerjes para favorecer una posible ascensión de su hijo al trono; pero, lleno de miedo, Artabano da a su hijo la espada, goteando sangre todavía, y favorece su fuga. 
Descubierto el asesinato, Artabano induce a Artajerjes a sospechar de Darío, su hermano menor; y el regicida, interpretando los deseos del nuevo rey, lo hace matar inmediatamente. Más tarde descubren a Arbaces con la espada que lo acusa; es hermano de Semira, a quien Artajerjes ama profundamente, por lo que el juicio es para él muy penoso. 
Acto segundo 

Artabano queda encargado de juzgar al presunto asesino, su propio hijo; y éste, para no traicionarlo, se declara inocente, pero se niega a revelar lo que sabe. Mandana, aunque ama a Arbaces, luchando contra sus sentimientos reclama justicia; Semira, en cambio, se muestra piadosa por la suerte de su hermano. Artabano trata de hacer huir a su hijo, pero éste se niega. 
Acto tercero

El vil y ambiguo Artabano condena a su hijo Arbaces, aún sabiéndolo inocente; trata después de provocar una revuelta para derrocar al rey y liberar a su hijo, pero éste consigue aplacarla, mostrándose fiel a la corona en contra de sus propios intereses. Artajerjes se conmueve y lo libera, ofreciéndole para beber una copa envenenada que para él mismo había preparado. Artabano. Éste impide que su hijo beba y muera así envenenado, quedando al descubierto que Artabano es el verdadero regicida. Arbaces, que ha salvado la vida del soberano, ofrece noblemente la suya propia a cambio de la de su padre. A ruegos de sus hijos, Artabano será exiliado y Artajerjes se casará con Semira concediéndole a Arbaces la mano de su hermana Mandana. 

## Influencia
Metastasio tuvo gran influencia sobre los compositores de ópera desde principios del siglo XVIII a comienzos del siglo XIX. Los teatros de más renombre representaron en este período obras del ilustre italiano, y los compositores musicalizaron los libretos que el público esperaba ansioso. Artajerjes fue utilizada por más de 90 compositores para componer otras tantas óperas; sin embargo el paso del tiempo ha hecho caer en el olvido a todas ellas.